# Neorthopleura texana
Neorthopleura texana is een keversoort uit de familie mierkevers (Cleridae). De wetenschappelijke naam van de soort is voor het eerst geldig gepubliceerd in 1863 door Bland.